# Disney Channel (Repubblica Ceca)
Disney Channel è un canale televisivo ceco di proprietà della Walt Disney Company e versione locale della rete statunitense omonima.
È disponibile in Repubblica Ceca e in Slovacchia. Tuttavia l'area di copertura del canale si estende anche in Ungheria, la cui versione locale presenta una traccia audio aggiuntiva in lingua ungherese.

## Storia
Nel 2009 viene annunciato dalla Disney che in alcuni Stati (tra cui Repubblica Ceca, Ungheria, Slovacchia e Bulgaria) avranno la versione locale di Disney Channel. Nella Repubblica Ceca sostituisce Jetix dal 19 settembre 2009.
Dal 3 maggio 2011 Disney Channel Repubblica Ceca utilizza lo stesso logo della versione statunitense.

## Palinsesto

### Film

Logo dei Disney Channel Original Movie

Oltre per le serie televisive e i cartoni, il palinsesto di Disney Channel si contraddistingue anche per la visione di film. I titoli sono gli stessi della programmazione statunitense con doppiaggio in ceco.

## Diffusione
Il canale è disponibile via satellite attraverso le piattaforme Skylink, CS Link, UPC Direct, Digi TV e T-Mobile Televize e invece via IPTV su O2TV e Netbox.